# HSQLDB
HSQLDB — реляційна СКБД з відкритим кодом. Поширюється за власною ліцензією, близькою до ліцензії BSD.
HSQLDB повністю написана на Java й має невеликий розмір (hsqldb.jar — близько 600 кБ). Може використовуватися і як окремий сервер з підтримкою мережних з'єднань за допомогою JDBC, так і в вигляді бібліотеки для використання безпосередньо в коді програми.
HSQLDB використовується в багатьох відомих програмних продуктах, зокрема, в OpenOffice.org та JBoss.